# Дмитриев, Филипп Игоревич
Филипп Игоревич Дмитриев (род. 24 октября 1981 года) — российский режиссёр, сценарист, писатель.

## Биография
Родился в Новосибирске в творческой семье. Отец — Игорь Дмитриев, композитор, джазовый музыкант. Мать — Лилия Опарина, балерина Новосибирского театра оперы и балета. Дядя — Алексей Дмитриев, художник-постановщик, художник-иллюстратор.
В 1989 году семья переехала в город Горно-Алтайск.
Уже в школьные годы начал работать на телевидении. Был автором и ведущим еженедельной программы «Детский взгляд», которую Дмитриев делал вместе с друзьями, и под руководством Алексея Дмитриева. В передаче дети рассказывали о проблемах города с позиции своего возраста. В университете снял первые полнометражные фильмы «Безумная выходка» и «Весенний спор».

## Карьера
После университета Филипп Дмитриев работал в ГТРК Горный Алтай. Затем вернулся в Новосибирск, где продолжил снимать игровое кино. Там появились на свет молодёжные комедии «Неделя до расплаты» (2006 год) и «Неделя до свадьбы» (2011 год).
В 2007 году снял фэнтезийную драму «Та сторона».
В 2011 году начал работу над триллером «Шкварки». В 2014 году фильм вышел в прокат в кинотеатрах Новосибирска и Екатеринбурга. В одной из ключевых ролей снялся звезда советского кинематографа Александр Панкратов-Чёрный и звезда сериала «Ментовские войны» Анатолий Узденский. В ролях также: Никита Бурячек, Настасья Кербенген, Тимур Гордеев, Евгений Важенин и Олег Захаров.
В преддверии нового 2018 года на телеэкранах и в кинотеатрах столицы Сибири вышел семейный фильм Филиппа Дмитриева «Новый год не наступит никогда».
Параллельно с созданием полнометражного кино Дмитриев работал режиссёром детского юмористического журнала «Ералаш».
В 2018 году Дмитриев переехал в Москву. Работал режиссёром и руководителем отдела постпродакшн в компании «FREEMOTION», в том числе на проекте «Квартирник у Маргулиса». Также является режиссёром музыкального шоу «Биология» российской рок-группы Би-2.
В 2020 году совместно с Миррой Гельд написал книгу «Аттракцион свободы» . Это фантастичная история для подростков и родителей. Презентация книги состоялась летом 2020 года во время Книжной ярмарки на Красной площади. Сюжет Филипп Дмитриев придумал в 2014 году. В 2015 году одноимённый сценарий фильма участвовал во Всероссийском конкурсе «Кинохакатон-2015» и вошел в шорт-лист лучших проектов. На основе сценария и была написана книга «Аттракцион свободы»
В 2020 году параллельно с основной работой снял клип на кавер-версию песни группы Brainstorm «Эпоха» для начинающей исполнительницы Марго Воиновой, ставшей Лауреатом 1 степени конкурса «Звездный марафон» в номинации «Клип».
15 февраля 2024 года в российский прокат вышел фантастический фильм Филиппа «Гостья из космоса». В центре сюжета пять приятелей-школьников, которые решают подправить себе оценки в журнале. Одному из них — двоечнику Косте Фролову выпадает жребий забраться в учительскую и выполнить задуманное. Но в компьютере директора, вместо электронного журнала он находит странные символы и досье на новенькую ученицу из их класса. С этого момента с ним и его друзьями начинают происходить фантастические события.

## Семья
Женат. Воспитывает сыновей.

## Указатель творческих работ
Передачи
| Год       | Русское название           | Роль               |
| --------- | -------------------------- | ------------------ |
| 2020 — …  | Музыкальное шоу «Биология» | Режиссёр           |
| 2017—2019 | «Квартирник у Маргулиса»   | Режиссёр backstage |

Фильмы
| Год       | Русское название                | Роль                          |
| --------- | ------------------------------- | ----------------------------- |
| 2024      | «Гостья из космоса»             | Режиссёр, сценарист, продюсер |
| 2024      | «Невский»                       | Режиссёр                      |
| 2017      | «Новый год не наступит никогда» | Режиссёр, сценарист           |
| 2013      | «Шкварки»                       | Режиссёр, сценарист           |
| 2011      | «Неделя до свадьбы»             | Режиссёр, сценарист           |
| 2007      | «Та сторона»                    | Режиссёр, сценарист           |
| 2006      | «Неделя до расплаты»            | Режиссёр, сценарист           |
| 2005      | «Паутина»                       | Режиссёр, сценарист           |
| 2002      | «Весенний спор»                 | Режиссёр, сценарист, оператор |
| 2001      | «Безумная выходка»              | Режиссёр, сценарист, оператор |
| с 1974 -… | «Ералаш»                        | Режиссёр                      |

Книги
| Год  | Русское название     | Роль  |
| ---- | -------------------- | ----- |
| 2020 | «Аттракцион Свободы» | Автор |